# Joaquín Roca Rey
Joaquín Roca Rey (Lima, Perú, 27 de enero de 1923 - 2004) fue uno de los más destacados escultores peruanos. Su obra, que recibe influencias de Henry Moore, contribuyó a la renovación de las artes plásticas del país.

## Biografía
Hijo de Bernardo Roca García y Carmen Rosa Rey Álvarez-Calderón. Cursó estudios en la Escuela Nacional de Bellas Artes, desempeñándose luego como docente en dicha casa de estudios. Posteriormente, también fue profesor en la Escuela de Arte de la Universidad Católica y en la Facultad de Arquitectura de Lima. 
Durante sus estudios, trabajó en los talleres de Victorio Macho y Jorge Oteiza. Tras sus primeras exposiciones individuales, en Lima (1948 y 1952) y París (1951), recibió el Premio Nacional de Escultura en 1952. En 1963 se trasladó a Roma. Entre las muestras que presentó a lo largo de su carrera se cuentan 38 personales y 150 colectivas en Argentina, Austria, Bélgica, Brasil, Colombia, Francia, Japón, Grecia, Inglaterra, Italia, México, Perú, España, Hungría, Estados Unidos y Venezuela; ha participado también en las Bienales de Barcelona, Cali, Carrara, Lima, Madrid, México, Osaka, París, São Paulo, Trujillo, Toyamura, Viena y Venecia.
Joaquín Roca Rey murió en el año 2004.

## Obras
Es creador de obras que pertenecen a los lugares más representativos y exclusivos del Perú. Su estilo se aparta del realismo, buscando formas puras y tratando de destacar la belleza expresiva del movimiento.
Es autor, entre otros, del monumento Al prisionero político desconocido (1956), un conjunto escultórico de 17 figuras que se encuentra en la Plaza José Remón Cantera en Panamá; las esculturas de bronce del Pórtico del cementerio de El Ángel, en Lima (1957), que se adjudicaron por concurso; el monumento al inca Garcilaso de la Vega (1967), en la Villa Borghese, Roma; y también de la estatua del Libertador Simón Bolívar, terminada en 1970 y que está situada en el jardín de la Casa Rectoral de la Universidad Simón Bolívar.